# インジルリク空軍基地

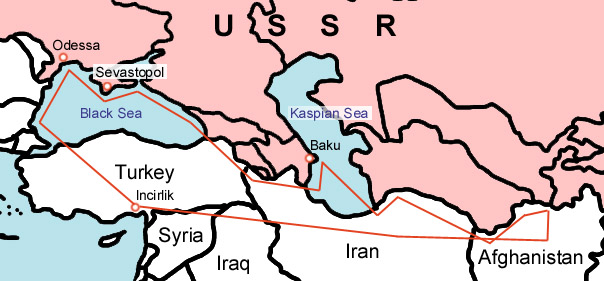
2ミッションを必要とする複合偵察トラック

インジルリク空軍基地 (英語: Incirlik Air Base, トルコ語: İncirlik Hava Üssü) は トルコ南部に位置するアメリカ空軍とトルコ空軍が主に使用する空軍基地である。3320エーカーズ以上の広さを持つ基地でありアダナ県の４分の１を占めるインジルリクに位置する。基地は市街地で1.7万人の人口があり、中心市街地から東に10 km(6 マイル) 、 地中海から 32 km(20 マイル) の内陸部に位置する。イギリス空軍とサウジアラビア空軍も使用する。

## 歴史
インジルリク空軍基地の建設の決定は、1943年12月の第二次カイロ会談でなされたが、建設工事は第二次世界大戦の終了後の1951年春にアメリカ陸軍工兵隊によって始った。アメリカ空軍は当初、中・重爆撃機の緊急装備と復旧のための場所として基地を使用することを計画した。
1954年12月、トルコ軍参謀本部とアメリカ空軍との間に新たな空軍基地のための共同利用契約が締結され、1955年2月21日に第7216航空隊のホストとして「アダナ空軍基地」と正式に命名されたが、1958年2月28日の「インジルリク空軍基地」と改名された。
2023年に発生したトルコ・シリア地震における国際支援物資拠点となり、航空自衛隊による国際緊急援助活動の物資搬入拠点として使用され、空自のKC-767が運航されている。

## 語源
"インジルリク"とは トルコ語で、イチジクの木立を意味する。

## 参照
- アメリカ空軍基地の一覧

## 引用
1. ↑  トルコ共和国における国際緊急援助活動に必要な機材等の輸送に関する命令の一部変更について
2. ↑  Japan Self-Defense Forces Deliver Humanitarian Supplies to Türkiye